# Цујоши Китазава
Цујоши Китазава (јап. 北澤 豪; 10. август 1968) бивши је јапански фудбалер.

## Каријера
Током каријере је играо за Хонда и Токио Верди.

## Репрезентација
За репрезентацију Јапана дебитовао је 1991. године. За тај тим је одиграо 58 утакмица и постигао 3 гола.

## Статистика
| Јапан  | Јапан   | Јапан  |
| Година | Наступи | Голови |
| ------ | ------- | ------ |
| 1991.  | 2       | 0      |
| 1992.  | 11      | 1      |
| 1993.  | 4       | 0      |
| 1994.  | 7       | 1      |
| 1995.  | 14      | 1      |
| 1996.  | 5       | 0      |
| 1997.  | 11      | 0      |
| 1998.  | 3       | 0      |
| 1999.  | 1       | 0      |
| Укупно | 58      | 3      |